# Сент-Джонс колледж (Аннаполис)
Сент-Джонс колледж (англ. St. John’s College) — частное совместное высшее учебное заведение в Аннаполисе, штат Мэриленд, США; также есть кампус в Санта-Фе, штат Нью-Мексико.

## Описание
Основанный епископальной церковью в 1784 году, колледж ведет свою историю от Школы короля Вильяма (1696 г.). Он предлагал традиционное гуманитарное образование до 1937 года, когда он принял пересмотренную учебную программу по предложениям Роберта М. Хатчинса, президента Чикагского университета. Хатчинс стал председателем совета колледжа в 1938 году. Колледж не предлагает факультативов, а книги по философии, математике, литературе, политической теории, теологии, науке и истории изучаются на семинарах с преподавателями. Языковые и лабораторные занятия также являются частью программы, которая включает приглашённых лекторов.
Сент-Джонс колледж — частный колледж свободных искусств с кампусами в Аннаполисе, штат Мэриленд, и Санта-Фе, штат Нью-Мексико. Будучи преемником Школы Короля Вильяма, подготовительной школы, основанной в 1696 году, Сент-Джонс является одним из старейших высших учебных заведений в Соединенных Штатах, нынешнее учреждение получило коллегиальный устав в 1784 году. В 1937 году Сент-Джонс принял учебную программу «Великие книги», основанную на обсуждении работ из западного канона философских, религиозных, исторических, математических, научных и литературных произведений.